# 呉服
呉服（ごふく）は、日本における織物の呼称の一つで、特に絹織物を指したことから洋服が普及したのちにハレの衣装となった和服用反物の呼称となり、そこから和服そのものの呼称ともなっている。

## 歴史

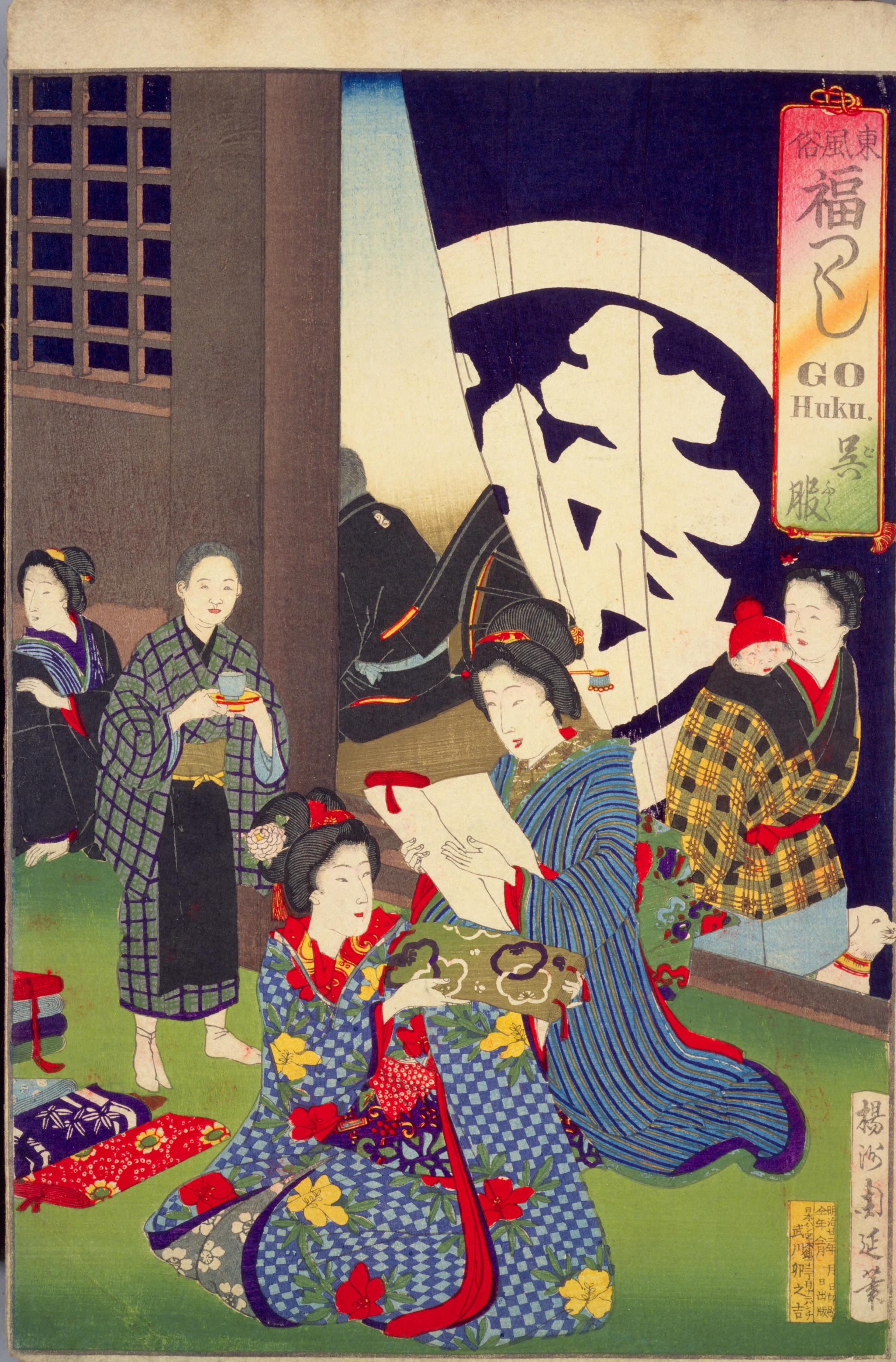
「東風俗福つくし　呉服」楊洲周延(1889年)

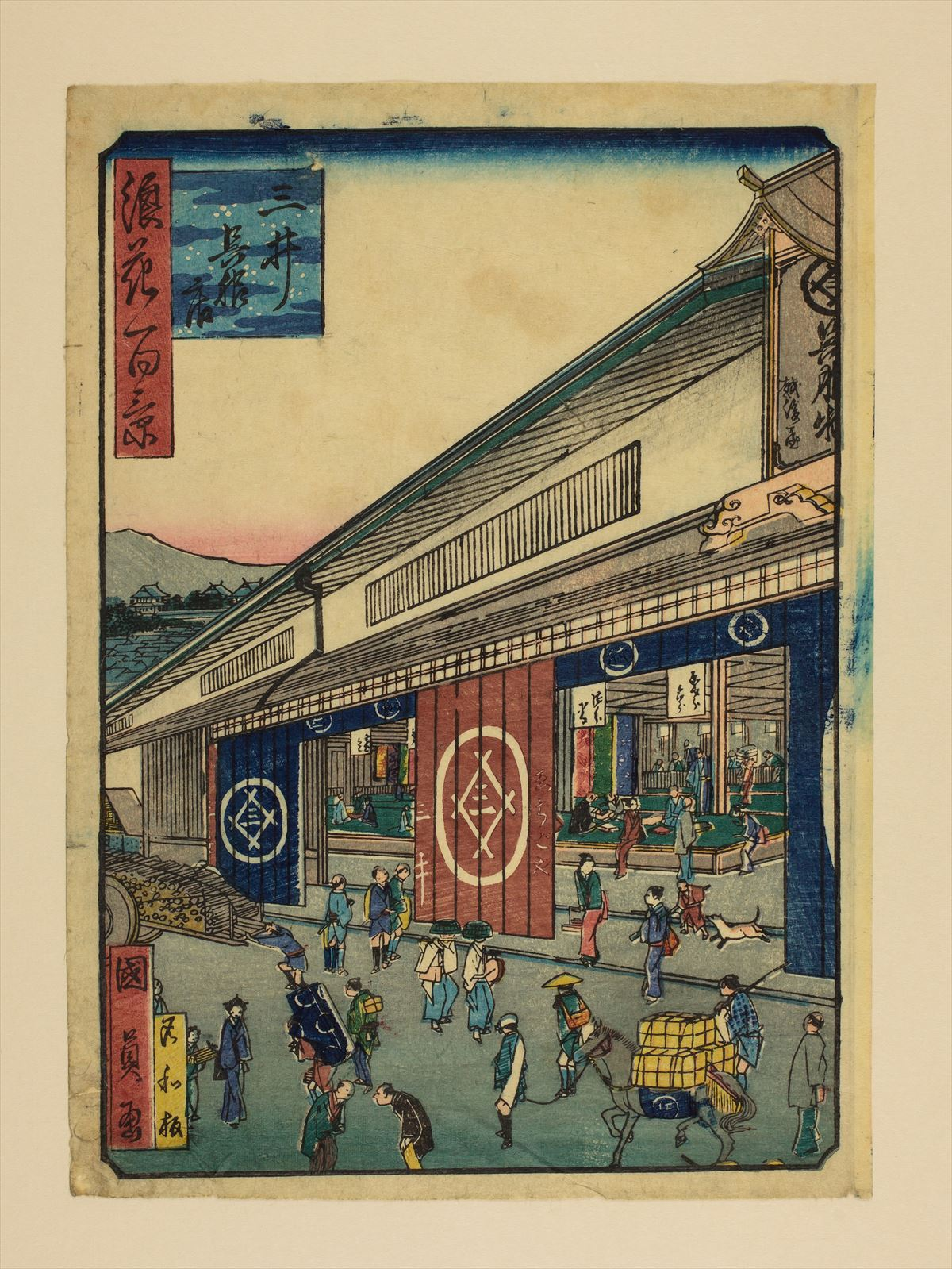
歌川国員 浪花百景「三井呉服店」1800年代

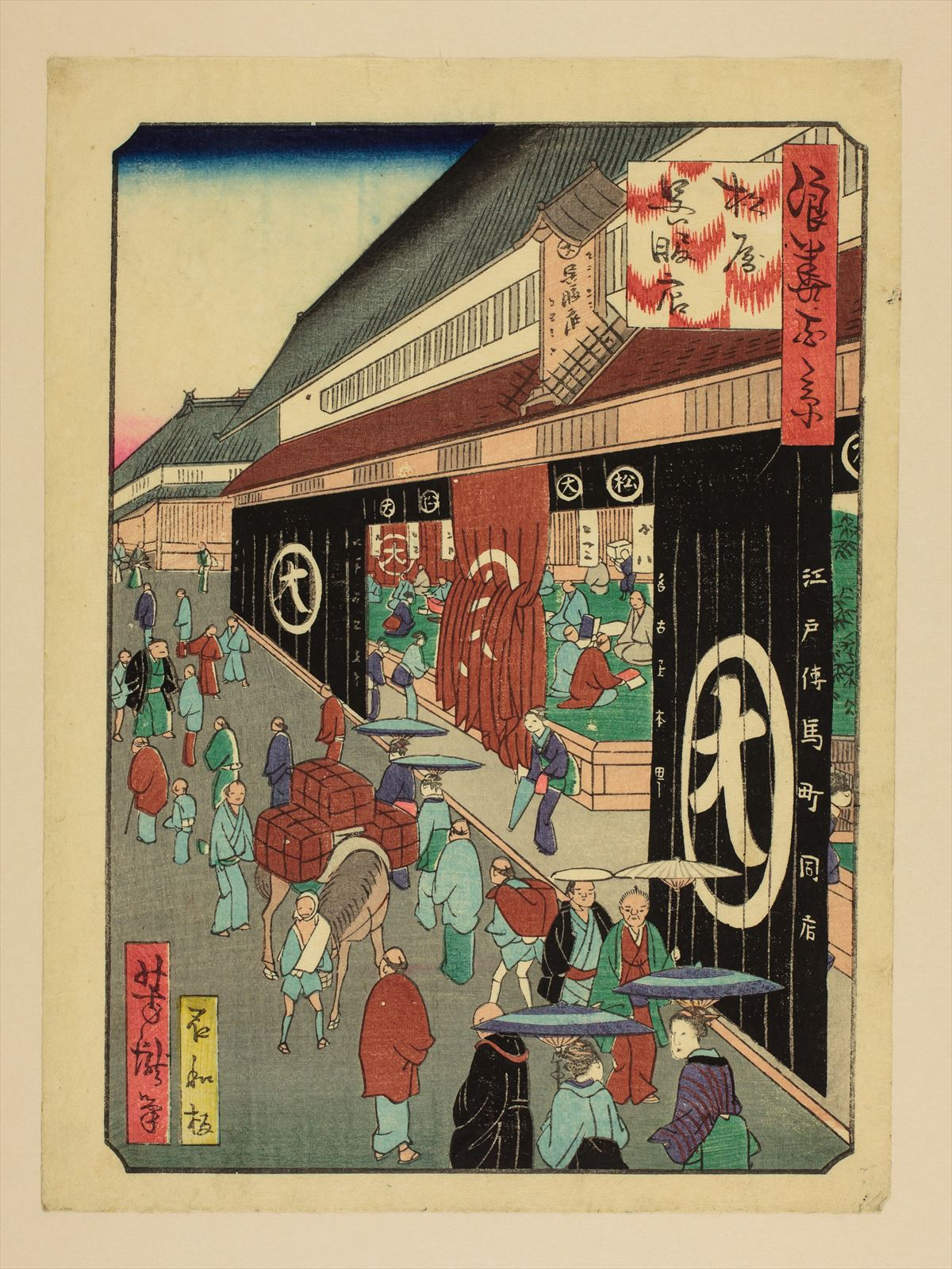
中井芳滝 浪花百景「松屋呉服店」1800年代

「呉服」は原義では中国の呉の機織りによって作られた衣服を意味した。『世説故事苑』によれば応神天皇の時代に伝来したという。
『日本書紀』巻第十・応神天皇紀によると応神天皇は阿智使主と都加使主を中国の呉に派遣し、縫工女（きぬぬいめ）として、工女兄媛、弟媛、呉織、穴織の4人の女性を日本に招いたとされ、これを原形に呉服は形成された。特に呉織と穴織（漢織）の姉妹は池田に赴き技術を伝えたことから、呉服神社などが残っており、「呉服」発祥の地とされる。
時代が下ると「呉服」は絹織物の総称となり、綿織物や麻織物を指す太物（ふともの）と区別した。江戸時代の呉服商の看板には「呉服 太物商」の表記が見られる。
さらに江戸末期になると衣料品類を扱う者をまとめて呉服商と呼ぶようになり、「呉服」は和服の織物の総称としても使われるようになった。